# Aventurile rabinului Jacob
Aventurile rabinului Jacob (în franceză Les Aventures de Rabbi Jacob) este un film de comedie din anul 1973, regizat de Gérard Oury. Din punct de vedere al realizării, filmul este o coproducție franco-italiană. Rolurile principale sunt interpretate de Louis de Funès, Claude Giraud și Henri Guybet. 
Filmul a fost vizionat în cinematografele franceze de 7,30 milioane de spectatori.

## Rezumat
Rabinul Jacob (Marcel Dalio) este unul dintre cei mai respectați rabini din Brooklyn (New York). Într-o zi, familia Schmoll, rudele sale franceze, îl invită să vină la Paris pentru a participa la Bar Mitzvah-ul tânărului David Schmoll. Rabinul pleacă cu avionul din America către țara sa natală, Franța, după o absență de mai bine de 30 de ani. Tânărul său secretar, rabinul Samuel, merge cu el.
În același timp, în Normandia (Franța), bogatul industriaș Victor Pivert (Louis de Funès) se află și el pe drum, fiica sa Antoinette (Miou-Miou) urmând să se căsătorească a doua zi cu fiul unui general. Pivert este un om irascibil, nepoliticos și bigot, având idei rasiste față de negri, de evrei și de toți străinii. Dar, în noaptea de vineri, când se întorcea în capitală cu șoferul său, Salomon (Henri Guybet), are un accident de mașină în care mașina lui Pivert (care transporta pe capotă o barcă cu motor) se răstoarnă cu susul în jos pe un lac. Atunci când Salomon, care era evreu, refuză să-l ajute, deoarece începuse Șabatul, Pivert îl concediază. Rămas singur după concedierea șoferului, Victor Pivert se duce să caute ajutor într-o fabrică de gumă de mestecat aflată în apropiere. 
Liderul revoluționar arab Mohamed Larbi Slimane (Claude Giraud) este răpit la Paris de agenți ai poliției secrete din țara sa. Echipa, condusă de colonelul Farès (Renzo Montagnani), îl duce pe timp de noapte la o fabrică de gumă de mestecat din apropiere, exact în același loc în care Victor Pivert plecase pentru a căuta ajutor. Pivert îl ajută în mod involuntar pe Slimane să fugă, lăsând în urmă cadavrele a doi ucigași. Poliția, alertată de către Salomon, găsește cele două cadavre și-l acuză pe Pivert de dubla crimă.
Slimane trebuie să se întoarcă în țara sa pentru a conduce revoluția. Pentru a scăpa, el îl ia pe Pivert ca ostatic și-l obligă să meargă la aeroportul Orly pentru a găsi un avion cu care să se întoarcă în țară. Ei sunt urmăriți de mau multe persoane: geloasa Germaine, soția lui Pivert, care crede că soțul ei are de gând să o lase pentru o altă femeie, Farès și ucigașii arabi, și comisarul de poliție Andréani (Claude Piéplu), un polițist zelos și suspicios care își imaginează că Pivert este noul Al Capone.
Încercând să se deghizeze pentru a scăpa de urmăritori, Pivert și Slimane atacă doi rabini în toaleta aeroportului, furându-le hainele și răzându-le bărbile și perciunii. Deghizările sunt perfecte, iar cei doi sunt confundați de către familia Schmoll cu rabinul Jacob și cu secretarul acestuia, rabinul Samuel. Singurul care-l recunoaște pe Pivert (dar și pe Slimane) în ciuda deghizării sale este Salomon, fostul său șofer, care se întâmpla să fie chiar un nepot al lui Schmoll. Pivert și Slimane reușesc să-și păstreze secrete identitățile lor reale și chiar să țină o predică în limba ebraică la o sinagogă din rue des Rosiers, datorită faptului că Slimane era poliglot.
După câteva neînțelegeri, comisarul Andréani și cei doi inspectori sunt confundați de evrei cu membrii grupării de teroriști. Realul rabin Jacob ajunge la Orly, unde nu-l aștepta nimeni. El este confundat cu Victor Pivert mai întâi de poliție, apoi de Farès și de ucigașii săi (din cauza bărbii sale lungi).
Finalul este haotic, dar fericit:
- Revoluția are succes, iar Slimane devine președinte al Republicii
- fiica lui Pivert se îndrăgostește de Slimane și își părăsește logodnicul ei plictisitor în fața bisericii pentru a merge cu el
- Pivert învață toleranța față de alte religii și culturi
- în cele din urmă familia Schmoll îl regăsește pe adevăratul rabin Jacob
- familiile Pivert și Schmoll participă împreună la sărbătoarea Bar Mitzvah-ului tânărului David

## Distribuție
| - Louis de Funès - Victor Pivert - Claude Giraud - Mohamed Larbi Slimane - Henri Guybet - Salomon - Renzo Montagnani - Farès - Suzy Delair - Germaine Pivert - Claude Piéplu - comisarul Andréani - Marcel Dalio - rabinul Jacob - Janet Brandt - Tzipé Schmoll - Miou-Miou - Antoinette Pivert - Jean Herbert alias Popeck - Moïshe Schmoll - Lionel Spielman - David Schmoll - Denise Provence - Esther Schmoll - Malek « Eddine » Kateb - Aziz - Xavier Gélin - Alexandre - Jacques François - generalul Jean-François - André Falcon - ministrul - Roger Riffard - un inspector - André Penvern - un inspector - Michel Duplaix - un inspector - Pierre Koulak - ajutor al lui Farès | - Gérard Darmon - ajutor al lui Farès - Abder El Kebir - ajutor al lui Farès - Alix Mahieux - pacienta de la dentist - Jean-Jacques Moreau - polițistul pe motocicletă - Michel Fortin - celălalt polițist pe motocicletă - Annick Roux - stewardesa - Denise Péronne - soția generalului - Micheline Kahn - Anna - Dominique Zardi - bucătarul de la l'« Étoile de Kiev » - Philippe Brigaud - adjunctul ministrului - Michel Robin - preotul - Georges Adet - bătrânul Lévi - Paul Bisciglia - benzinarul - Catherine Marshall - manechina - Clément Michu - jandarmul din fața bisericii - Maria Gabriella Maione - Odile, secretara dentistei - Rémy Julienne - cascador - Zvee Scooler - un rabin de la New York - Marcel Gassouk - băcanul - Jacques Pisias - un polițist |

## Despre film
- La 6 octombrie 1973, cu două săptămâni înainte de lansarea filmului, în Orientul Mijlociu a început Războiul de Yom Kippur între Israel și țările arabe vecine.

- Acesta este ultimul film al duo-ului Gérard Oury - Louis de Funès. Ei urmau să se reîntâlnească în 1975 pentru filmul Le Crocodile. Funès trebuia să joace rolul unui dictator sud-american, colonelul Crochet. Dar, cu puțin timp înainte de începerea filmărilor, Louis de Funès a fost nevoit să abandoneze proiectul, după ce a suferit două atacuri de cord[1].

- Marcel Dalio (născut Israel Moshe Blauschild), interpretul rabinului Jacob, a trebuit să fugă din Paris în 1940, pentru că portretul său apărea pe afișele naziste ca figură de "evreu tipic".

- Lui Marcel Dalio nu-i plăcea că Gérard Oury îl numea « the thief of bad gags » (hoț de glume proaste), joc de cuvinte cu privire la titlul filmului « the Thief of Bagdad » (Hoțul din Bagdad) și poreclă folosită deja de mai multe ori în SUA pentru a-i desemna pe comicii care furaseră unele replici comice de la colegii lor.

- Filmul are mai mult de 2000 de planuri.

- Filmările s-au derulat aproximativ opt săptămâni din martie și până în iulie 1973, în afară de cadrele exterioare, în studiourile din Billancourt.

- Scena nunții de la începutul filmului a fost filmată în fața bisericii din Montjavoult din departamentul Oise.

- Marcel Dalio, care joacă în acest film rolul unui rabin care cântă J'irai revoir ma Normandie în taxiul care-l duce la aeroportul din New York, realizase o interpretare comparabilă în Le monocle rit jaune, în care el juca rolul unui "corespondent onorabil" evreu care cânta tot J'irai revoir ma Normandie[2].

- Rémy Julienne a realizat una dintre cele mai complicate cascadorii din cariera sa în scena în care automobilul DS al lui Pivert evită un camion mare, iese de pe șosea  și cade într-un lac. El a fost însoțit de o echipă care se afla în apele lacului pentru a preveni scufundarea mașinii.

- Celebra secvență din fabrica de gumă de mestecat a avut parte de un incident semnificativ: noaptea, rezervorul umplut cu lichid compus din drojdie s-a revărsat și s-a răspândit în întregul studio. În ziua următoare, spre marea ei surpriză, echipa de filmare a trebuit să curețe totul și să fabrice din nou produsul, ceea ce explică faptul că, în această secvență, culoarea gumei de mestecat nu este același în fiecare cadru (verde deschis și apoi verde închis).

- Răpirea lui Slimane într-o cafenea pariziană (Les Deux Magots) este inspirată de răpirea omului politic marocan Mehdi Ben Barka din fața Braseriei Lipp în 1965. Unul dintre protagoniștii acelei afaceri se numea « Benslimane » [necesită citare].

- Rue des Rosiers, inima vechiului cartier evreiesc Marais din Paris, în care au loc multe dintre scenele cele mai memorabile din film (inclusiv celebrul dans hasidic) a fost reconstituită în Saint-Denis.

- Scena în care Slimane și Victor Pivert, deghizați în evrei hasidici, traversează cu motocicleta în trombă Rue de Rivoli pentru a ajunge la Domul Invalizilor este una dintre cele mai cunoscute scene din cinematografia franceză. Muzica antrenantă a lui Vladimir Cosma are o contribuție importantă.

- Acest film, împrumutând de la vodevil mai multe elemente ale comicului de situație, conține scene antologice, cum ar fi celebrul dans hasidic, dar și momente mai profunde, cum ar fi binecuvântarea pe care David, tânărul evreu, o primește de la falsul rabin Jacob (cu excepția faormulei folosite "te binecuvântez pe tine, David" care este cu totul fantezistă. El ar fi trebuit să folosească formula biblică din Numeri 6: 24-26 "Fie ca Cel Etern să te binecuvânteze...") sau strângerea de mână între Salomon și Slimane (intentionat, de data asta). În mod similar, tot în partea care are loc pe rue des Rosiers, salutul falsului rabin Jacob către familiile prezente, în care o greșeală este considerată un gest de maestru. Rabinul Jacob este în cinematografia franceză una dintre cele mai renumite ilustrări ale umorului evreiesc.

- În ziua lansării filmului, 18 octombrie 1973, Danielle Cravenne, soția lui George Cravenne, agentul publicitar al filmului, a deturnat cursa aeriană Air France Paris-Nisa. Având un psihic fragil, ea a amenințat să distrugă avionul Boeing 727 dacă filmul, a cărui lansare o considera intolerabilă dată fiind situația internațională și pe care-l considera „anti-palestinian”[3] [4], nu este interzis. Înarmată cu o carabină cu țeva de calibrul 22 și cu un pistol fals, femeia a acceptat ca avionul să aterizeze la Marignane pentru realimentare înainte de a pleca către Cairo. În timpul unui schimb de focuri, Danielle Cravenne a fost împușcată în cap și în piept. Ea a murit în ambulanța care o ducea la spital[5].

- Acest film s-a clasat pe primul loc la box office-ul francez în anul 1973, cu mai mult de 7 milioane de telespectatori în sălile de cinematograf.

- Filmul este principala referință folosită de Jean-Paul Rakover, eroul romanului Le livre de Joseph de Bernard Dan pentru a-și realiza o identitate evreiască.

- Un musical inspirat de film a fost jucat din septembrie 2008; muzica este compusă de muzicianul MC Solaar.

## Locuri de filmare
- Franța
  - Merry-sur-Yonne
  - Montjavoult (Oise)
  - Frémainville
  - Autostrada A13
  - Aeroportul Orly
  - Paris
- Statele Unite ale Americii
  - New York
  - Brooklyn

## Premii
- Nominalizare la Globul de Aur în Statele Unite ale Americii (1973)